# František Kaberle
František Kaberle (* 8. listopadu 1973 Kladno) je bývalý český hokejový obránce. V roce 2008 byl uveden do Síně slávy českého hokeje. Hokeji se věnoval i jeho mladší bratr Tomáš a jejich otec František.

## Hráčská kariéra
František Kaberle s hokejem začínal v rodném Kladně, kde se také poprvé, v sedmnácti letech, dostal do A-týmu mužů. Zde odehrál čtyři sezóny a odešel za nabídkou, která přišla ze švédského MoDo Hockey Örnsköldsvik. Roku 1995 si poprvé oblékl národní dres a odjel na mistrovství světa. Od té doby nechyběl na žádném mistrovství až do roku 2001. Z této série si odvezl čtyři zlaté medaile (1996, 1999, 2000, 2001).
Po úspěších, kterých dosáhl na mistrovstvích světa a ve švédské Elitserien, na sebe nenechal dlouho čekat draft do klubu NHL Los Angeles Kings, který přišel v roce 1999. Z Los Angeles byl postupem času vyměněn do Atlanty Thrashers, kde se v sezóně 2001/2002 a 2003/2004 stal nejproduktivnějším obráncem týmu.
Když nastala v NHL stávka, Kaberle se vrátil do rodného Kladna, kde nastoupil v dresu tamního týmu. Avšak v sezóně přišla nabídka opět z MoDo, kam se rozhodl přestoupit. Po mistrovství světa v roce 2005, odkud si přivezl opět, již pátou, zlatou medaili, přestoupil do Carolina Hurricanes, kde se celému týmu podařilo vybojovat Stanley Cup. Zde měl velký podíl ve finálovém zápase svojí vítěznou brankou do sítě Edmontonu Oilers v sedmém zápasu série. Roku 2006 byl poprvé vybrán do reprezentačního kádru, který se zúčastnil olympijských her v Turíně.
Poté, co se nedohodl na nové smlouvě s týmem HC GEUS OKNA Kladno, přestoupil v červenci 2010 do týmu HC Eaton Pardubice, kde podepsal roční kontrakt. Po vypršení smlouvy přestoupil společně s Adamem Svobodou do týmu HC Plzeň 1929 za obránce Václava Benáka. Po sezóně v Plzni neprodloužil a ukončil kariéru.

## Rodina
Jeho otec, František Kaberle, je bývalým hokejistou. Hokejistou je i jeho mladší bratr Tomáš Kaberle. František Kaberle je rozvedený, s bývalou manželkou Kateřinou má dcery Francescu a Vanessu.

## Ocenění a úspěchy
- 1999 SEL – Rinkens riddare
- 2005 ČHL/SHL – Utkání hvězd české a slovenské extraligy
- 2006 NHL – Vítězný gól

## Prvenství
- Debut v NHL – 2. října 1999 (Nashville Predators proti Los Angeles Kings)
- První asistence v NHL – 7. října 1999 (Tampa Bay Lightning proti Los Angeles Kings)
- První gól v NHL – 8. dubna 2000 (Atlanta Thrashers proti Carolina Hurricanes, lotyšskému brankáři Artūrs Irbe)

## Klubová statistika

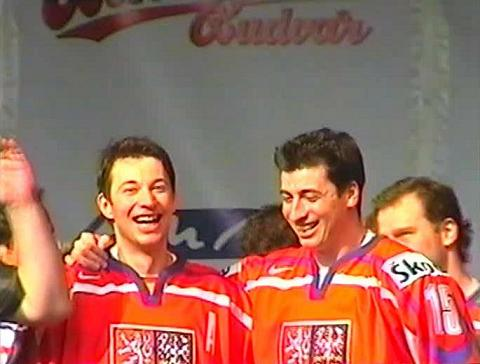
František Kaberle (vlevo) s bratrem Tomášem (2005)

| Sezóna              | Klub                 | Soutěž              |     | Základní část | Základní část | Základní část | Základní část | Základní část |   | Play off | Play off | Play off | Play off | Play off |
| Sezóna              | Klub                 | Soutěž              | Z   | G             | A             | B             | TM            | Z             | G | A        | B        | TM       |          |          |
| 1991/1992           | Poldi SONP Kladno    | ČSHL                | 37  | 1             | 4             | 5             | 8             | —             | — | —        | —        | —        |          |          |
| 1992/1993           | Poldi SONP Kladno    | ČSHL                | 49  | 6             | 9             | 15            | 0             | —             | — | —        | —        | —        |          |          |
| 1993/1994           | Poldi SONP Kladno    | ČHL                 | 52  | 5             | 17            | 22            | 0             | —             | — | —        | —        | —        |          |          |
| 1994/1995           | Poldi SONP Kladno    | ČHL                 | 48  | 7             | 20            | 27            | 0             | —             | — | —        | —        | —        |          |          |
| 1995/1996           | MODO Hockey          | SEL                 | 40  | 5             | 7             | 12            | 34            | 8             | 0 | 1        | 1        | 0        |          |          |
| 1996/1997           | MODO Hockey          | SEL                 | 50  | 3             | 11            | 14            | 28            | —             | — | —        | —        | —        |          |          |
| 1997/1998           | MODO Hockey          | SEL                 | 46  | 5             | 4             | 9             | 22            | —             | — | —        | —        | —        |          |          |
| 1998/1999           | MODO Hockey          | SEL                 | 45  | 15            | 18            | 33            | 4             | 13            | 2 | 5        | 7        | 8        |          |          |
| 1999/2000           | Long Beach Ice Dogs  | IHL                 | 18  | 2             | 8             | 10            | 8             | —             | — | —        | —        | —        |          |          |
| 1999/2000           | Lowell Lock Monsters | AHL                 | 4   | 0             | 2             | 2             | 0             | —             | — | —        | —        | —        |          |          |
| 1999/2000           | Los Angeles Kings    | NHL                 | 37  | 0             | 9             | 9             | 4             | —             | — | —        | —        | —        |          |          |
| 1999/2000           | Atlanta Thrashers    | NHL                 | 14  | 1             | 6             | 7             | 6             | —             | — | —        | —        | —        |          |          |
| 2000/2001           | Atlanta Thrashers    | NHL                 | 51  | 4             | 11            | 15            | 18            | —             | — | —        | —        | —        |          |          |
| 2001/2002           | Atlanta Thrashers    | NHL                 | 61  | 5             | 20            | 25            | 24            | —             | — | —        | —        | —        |          |          |
| 2002/2003           | Atlanta Thrashers    | NHL                 | 79  | 7             | 19            | 26            | 32            | —             | — | —        | —        | —        |          |          |
| 2003/2004           | Atlanta Thrashers    | NHL                 | 67  | 3             | 26            | 29            | 30            | —             | — | —        | —        | —        |          |          |
| 2004/2005           | HC Rabat Kladno      | ČHL                 | 22  | 5             | 11            | 16            | 34            | —             | — | —        | —        | —        |          |          |
| 2004/2005           | MODO Hockey          | SEL                 | 8   | 2             | 2             | 4             | 0             | 6             | 1 | 0        | 1        | 27       |          |          |
| 2005/2006           | Carolina Hurricanes  | NHL                 | 77  | 6             | 38            | 44            | 46            | 25            | 4 | 9        | 13       | 8        |          |          |
| 2006/2007           | Carolina Hurricanes  | NHL                 | 27  | 2             | 6             | 8             | 20            | —             | — | —        | —        | —        |          |          |
| 2007/2008           | Carolina Hurricanes  | NHL                 | 80  | 0             | 22            | 22            | 30            | —             | — | —        | —        | —        |          |          |
| 2008/2009           | Carolina Hurricanes  | NHL                 | 30  | 1             | 7             | 8             | 8             | 7             | 0 | 1        | 1        | 2        |          |          |
| 2009/2010           | HC GEUS OKNA Kladno  | ČHL                 | 52  | 4             | 12            | 16            | 70            | 12            | 0 | 5        | 5        | 4        |          |          |
| 2010/2011           | HC Eaton Pardubice   | ČHL                 | 52  | 5             | 9             | 14            | 34            | 9             | 0 | 3        | 3        | 6        |          |          |
| 2011/2012           | HC Plzeň 1929        | ČHL                 | 29  | 5             | 7             | 12            | 32            | 8             | 0 | 1        | 1        | 2        |          |          |
| Celkem v NHL        | Celkem v NHL         | Celkem v NHL        | 523 | 29            | 164           | 193           | 218           | 32            | 4 | 10       | 14       | 10       |          |          |
| Celkem v AHL        | Celkem v AHL         | Celkem v AHL        | 4   | 0             | 2             | 2             | 0             | –             | – | –        | –        | –        |          |          |
| Celkem v IHL        | Celkem v IHL         | Celkem v IHL        | 18  | 2             | 8             | 10            | 8             | –             | – | –        | –        | –        |          |          |
| Celkem v SEL        | Celkem v SEL         | Celkem v SEL        | 189 | 30            | 42            | 57            | 60            | 27            | 3 | 6        | 9        | 35       |          |          |
| Celkem v ČHL a ČSHL | Celkem v ČHL a ČSHL  | Celkem v ČHL a ČSHL | 341 | 38            | 89            | 127           | 178           | 29            | 0 | 8        | 8        | 12       |          |          |

## Reprezentace
- Premiéra v reprezentaci – 15. prosince 1993, Česko – Norsko, Moskva.

| Rok                       | Tým                       | Soutěž                    | Z  | G  | A  | B  | TM |
| ------------------------- | ------------------------- | ------------------------- | -- | -- | -- | -- | -- |
| 1991                      | ČSFR 18                   | MEJ                       | 5  | 2  | 3  | 5  | 2  |
| 1992                      | ČSFR 20                   | MSJ                       | 7  | 1  | 0  | 1  | 6  |
| 1993                      | ČSFR 20                   | MSJ                       | 7  | 0  | 1  | 1  | 4  |
| 1995                      | Česko                     | MS                        | 6  | 0  | 0  | 0  | 0  |
| 1996                      | Česko                     | MS                        | 8  | 2  | 3  | 5  | 4  |
| 1996                      | Česko                     | SP                        | 2  | 0  | 0  | 0  | 2  |
| 1997                      | Česko                     | MS                        | 9  | 0  | 3  | 3  | 0  |
| 1998                      | Česko                     | MS                        | 9  | 0  | 4  | 4  | 0  |
| 1999                      | Česko                     | MS                        | 10 | 3  | 3  | 6  | 0  |
| 2000                      | Česko                     | MS                        | 8  | 2  | 3  | 5  | 6  |
| 2001                      | Česko                     | MS                        | 9  | 1  | 0  | 1  | 4  |
| 2002                      | Česko                     | MS                        | 7  | 1  | 0  | 1  | 0  |
| 2004                      | Česko                     | MS                        | 7  | 0  | 4  | 4  | 6  |
| 2005                      | Česko                     | MS                        | 9  | 1  | 0  | 1  | 4  |
| 2006                      | Česko                     | OH                        | 8  | 0  | 1  | 1  | 6  |
| Juniorská kariéra celkově | Juniorská kariéra celkově | Juniorská kariéra celkově | 19 | 3  | 4  | 7  | 12 |
| Seniorská kariéra celkově | Seniorská kariéra celkově | Seniorská kariéra celkově | 92 | 10 | 21 | 31 | 32 |